# Charge
Charge (português brasileiro) ou caricatura (português europeu) é um tipo de cartum que tem por finalidade satirizar um certo fato, como ideia, acontecimento, situação ou pessoa, envolvendo principalmente casos de caráter público. Como crítica político-social, a charge é um meio pelo qual o cartunista expressa graficamente sua visão de fatos notáveis do cotidiano da sociedade através do humor e da sátira. 

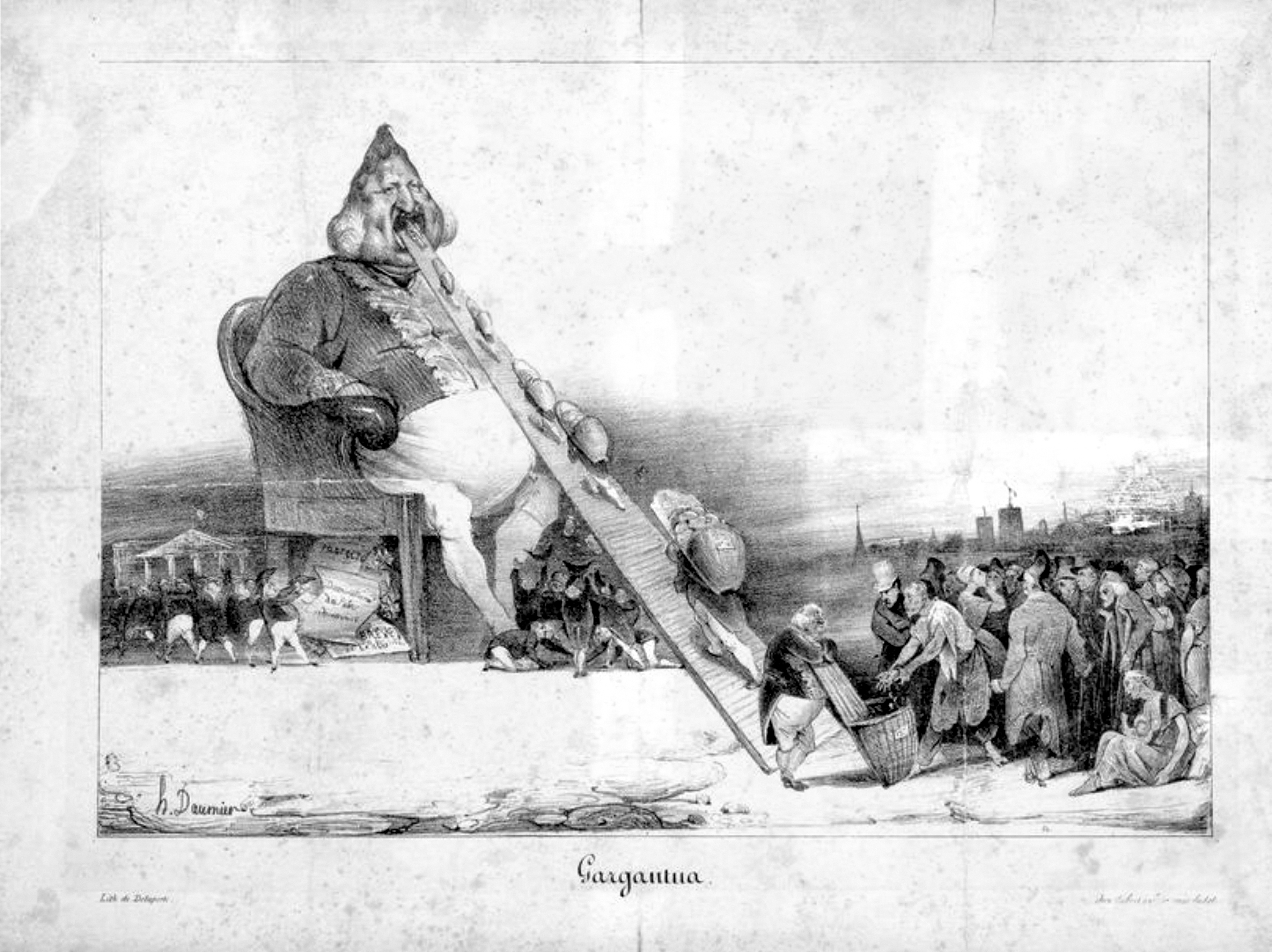
Charge de Honoré Daumier, "Gargantua", litografia, 1831. Por causa dessa charge, com o rei da França como Gargântua, Daumier ficou preso seis meses no Ste Pelagic em 1832.

A palavra é de origem francesa e significa carga, ou seja, exagera traços do caráter de alguém ou de algo para torná-lo burlesco. Um dos principais recursos gráficos para exargerar estas caracteríticas é a caricatura. 
A charge pode ter um alcance maior do que um editorial, por exemplo, por isso a charge, como desenho crítico, pode ser temida pelas pessoas com poder. Por isso, quando se estabelece censura em algum país, a charge pode ser o primeiro alvo dos censores.

## O discurso irônico
As charges recorrem a variadas estratégias de discurso para produzir os efeitos cômicos e reflexivos a que se propõem. Na maioria dos casos, apenas algumas técnicas são empregadas em uma mesma produção, mas certos elementos mostram-se frequentes ou mesmo essenciais.

### Linguagem visual

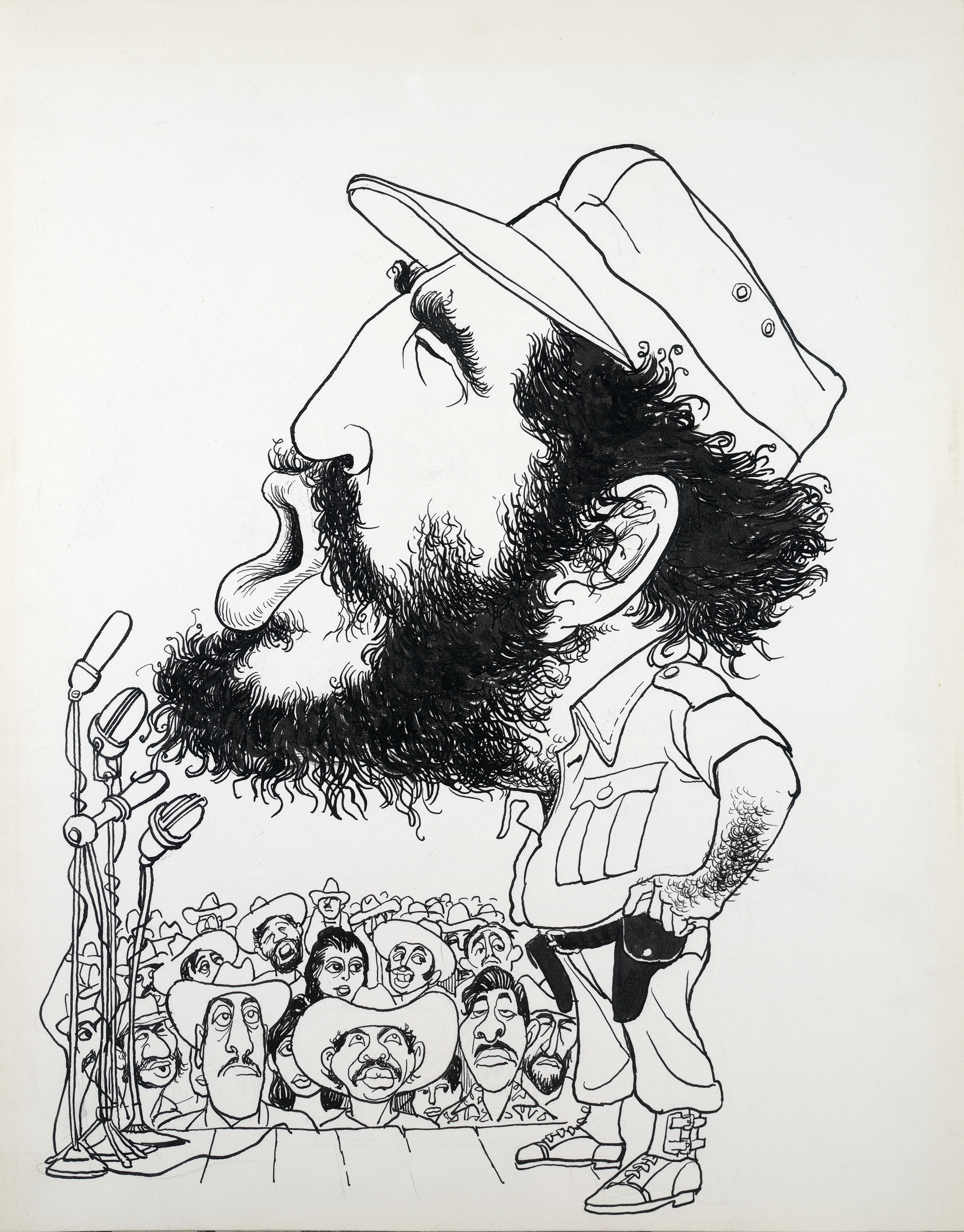
Charge de Edmund S. Valtman, satirizando o estilo da oratória de Fidel Castro

O elemento visual é característica presente em toda e qualquer charge. As codificações visuais proporcionam maior compreensão da crítica que o chargista pretende passar. É claro que, na maioria das vezes, às imagens se alia a linguagem verbal para enriquecer o discurso elaborado.

### Oexagero
Grande parte das charges trabalham com a questão do exagero. Exagerando, o chargista consegue dar ênfase maior ao que está tentando dizer ao evidenciar aspectos marcantes do que a obra se propõe a retratar. São distorções que distanciam o desenho da realidade, mas aproximam-no da verdade. Ao mesmo tempo, os exageros são responsáveis por enaltecer o caráter cômico das charges e provocar o riso dos leitores.

### Oridículo
As pessoas riem do ridículo humano, daquilo que foge à normalidade das ações dos homens, ao cotidiano. As charges procuram expor figuras públicas a situações ridículas ou a mostrar de forma não convencional temas normalmente tratados com maior seriedade.

### Ruptura discursiva
Um final inesperado é um fator muito usado em charges para provocar o efeito de comicidade. Trata-se de uma ruptura do discurso construído. O riso está associado a essa súbita quebra de lógica que surpreende o leitor. A surpresa é um fator imprescindível nesse caso, e uma virtude do bom chargista é saber escondê-la sutilmente do leitor para revelá-la somente no momento certo.

### Polifonia
Vemos em várias charges enunciadores diferentes, cujos discursos dialogam para produzir o sentido que o autor pretende passar aos leitores. Essa polifonia pode ser aplicada de variadas maneiras: dois personagens; um personagem e um texto explicativo que contextualize a situação; etc.

### Intertemporalidade
Uma charge não costuma ser autoexplicativa. O discurso artístico — como todos os discursos — está associado a outros discursos, uma rede de acontecimentos que o contextualizam com determinada situação da sociedade. Muitas charges dialogam com notícias e editoriais do próprio jornal em que foram publicadas. Essa interdisciplinaridade é utilizada pelo chargista geralmente de forma implícita, o que exige do leitor um conhecimento prévio dos discursos correntes para que possa entender a charge.